# Joe Keery
Joseph David Keery (Newburyport, Massachusetts, 24 de abril de 1992), más conocido como Joe Keery o Djo , es un actor y músico estadounidense popular por su papel de Steve Harrington en la serie de Netflix Stranger Things y por su hit global End Of Beginning que alcanzo el N° 3 en Billboard Global 200 y cuenta con mas de mil millones de streams en Spotify.
También se desempeña como músico. Fue guitarrista y cantanteen una banda llamada Post Animal.En 2019, inició su carrera musical en solitario bajo el nombre artístico Djo.Ha lanzado 3 álbumes y su trabajo más exitoso hasta la fecha es la canción "End Of Beginning".

## Biografía
Keery nació en Newburyport (Massachusetts), Estados Unidos. Es el segundo de cinco hijos.
Joe creció en su pueblo natal y acudió al colegio River Valley Charter School. De joven, participó en Theatre in the Open, un campamento de artes escénicas en el Parque Estatal Maudslay. Finalmente, comenzó a actuar en el instituto, inicialmente por la insistencia de su hermana mayor.
Keery continuó sus estudios en la Escuela de Teatro de la Universidad DePaul y se graduó en 2014 con una Licenciatura en Bellas Artes en Actuación.

## Carrera

### Cine y televisión
Antes del papel que le lanzó a la fama en Stranger Things, Keery apareció en anuncios de KFC, Domino's Pizza y Amiibo, y tuvo papeles menores en Empire y Chicago Fire.Su primera aparición en un largometraje fue en la película independiente de Stephen Cone, Henry Gamble's Birthday Party.
El papel decisivo de Keery fue el de Steve en la serie de ciencia ficción de Netflix, Stranger Things. Fue elegido a finales de 2015, habiendo audicionado inicialmente para el papel de Jonathan. La serie se estrenó en 2016 con gran éxito de crítica.
Desde que comenzó Stranger Things, Keery también ha actuado en algunas películas independientes, incluida la película satírica de 2020, Spree. También interpretó el papel de Walter "Keys" McKey, un desarrollador de juegos, en la película de 2021 Free Guy. En mayo de 2022, fue elegido junto a Liam Neeson para la película de acción de ciencia ficción Cold Storage. En agosto de 2022, fue elegido como Gator Tillman para la quinta temporada de Fargo.

### Música
Además de actuar, Keery también es músico. Cuando tenía poco más de veinte años, lanzó música bajo el nombre "Cool Cool Cool". Keery era guitarrista y baterista de la banda Post Animal, con sede en Chicago. El álbum debut del grupo fue lanzado en octubre de 2015. El segundo álbum de la banda, When I Think Of You In A Castle, se lanzó en abril de 2018, con Keery tocando la guitarra y cantando. A partir de 2019, Keery dejó de ser miembro de la banda.
El 19 de julio de 2019, Keery lanzó por su cuenta el sencillo "Roddy" como solista bajo el nombre artístico de Djo. Keery lanzó un segundo sencillo el 9 de agosto de 2019, titulado "Chateau (Feel Alright)" bajo el mismo apodo. El 13 de septiembre de 2019, Keery lanzó su álbum debut como Djo, Twenty Twenty. En una reseña positiva del álbum, NME llamó a Keery "un músico de muy alto calibre que... incursiona en el tipo de psicodelia inventiva y retorcida que retuerce suavemente tu melón y cambia constantemente de forma a tu alrededor", y comparó su música con la de Tame Impala y Ariel Pink.
El 9 de septiembre de 2020, lanzó un nuevo sencillo, "Keep Your Head Up". En 2022, participó en una gira de festivales de música de verano. Su segundo álbum, DECIDE, se anunció en junio de 2022, junto con el lanzamiento de su primer sencillo, "Change". El álbum fue lanzado el 16 de septiembre de 2022 y recibió críticas positivas.

## Filmografía
| Año           | Título                        | Rol               | Notas                |
| ------------- | ----------------------------- | ----------------- | -------------------- |
| 2015          | Sirens                        |                   |                      |
| 2015          | Chicago Fire                  | Emmett            |                      |
| 2015          | Empire                        | Tony Trichter III |                      |
| 2015          | Henry Gamble's Birthday Party | Gabe              | Película             |
| 2016–presente | Stranger Things               | Steve Harrington  | Premio Screen Actors |
| 2016          | The Charnel House             | Scott             |                      |
| 2017          | Molly's Game                  | Cole              |                      |
| 2020          | Spree                         | Kurt Kunkle       | Película             |
| 2021          | Free Guy                      | Keys              | Película             |
| 2024          | Marmalade                     | Baron             | Película             |
| 2024          | Fargo                         | Gator             | Serie                |

## Discografía

### Post Animal
Álbum
- When I Think of You in a Castle (2018)

EPs
- Post Animal Perform the Most Curious Water Activities (2015)
- The Garden Series (2016)

### Djo
Álbumes
- Twenty Twenty (2019)
- DECIDE (2022)
- The Crux (2025)

Sencillos
| Title                    | Year | Album              |
| ------------------------ | ---- | ------------------ |
| "Roddy"                  | 2019 | Twenty Twenty      |
| "Chateau (Feel Alright)" | 2019 | Twenty Twenty      |
| "Mortal Projections"     | 2019 | Twenty Twenty      |
| "Keep Your Head Up"      | 2020 | Sencillo sin álbum |
| "Change"                 | 2022 | DECIDE             |
| "Gloom"                  | 2022 | DECIDE             |
| "Figure You Out"         | 2022 | DECIDE             |
| "Half Life"              | 2022 | DECIDE             |
| "End Of Beginning"       | 2024 | DECIDE             |
| "Basic Being Basic"      | 2025 | The Crux           |
| "Delete Ya"              | 2025 | The Crux           |
| "Potion"                 | 2025 | The Crux           |

## Premios y nominaciones
| Año  | Premiación                       | Categoría                                                                                         | Nominado por    | Resultado | Referencias   |
| ---- | -------------------------------- | ------------------------------------------------------------------------------------------------- | --------------- | --------- | ------------- |
| 2017 | Premios del Sindicato de Actores | Premio del Sindicato de Actores al mejor reparto de televisión - Drama (compartido con el elenco) | Stranger Things | Ganador   | [ 18 ] [ 19 ] |
| 2018 | Premios del Sindicato de Actores | Premio del Sindicato de Actores al mejor reparto de televisión - Drama (compartido con el elenco) | Stranger Things | Nominado  | [ 18 ] [ 19 ] |
| 2020 | Premios del Sindicato de Actores | Premio del Sindicato de Actores al mejor reparto de televisión - Drama (compartido con el elenco) | Stranger Things | Nominado  | [ 18 ] [ 19 ] |
| 2025 | Nickelodeon Kids' Choice Awards  | Artista masculino revelación favorito                                                             | Él mismo        | Nominado  | [ 20 ]        |